# アンソニー・スカラムーチ
アンソニー・スカラムーチ（Anthony Scaramucci、[skɛrəˈmuːtʃiː] skerr-ə-MOO-chee、愛称ザ・ムーチ（The Mooch）、1964年1月6日生）は、アメリカの政治家、投資家。2017年7月21日、ホワイトハウス広報部長に指名された。スカラムーチは、同月25日から、非公式の立場ながらその職に就き、翌8月15日付けで公式に職務を開始する予定であった。しかし、7月31日付けで、正式な就任前に、ドナルド・トランプ大統領によってその職を解かれた。
スカラムーチは、ゴールドマン・サックスでそのキャリアの一歩を踏み出した。1989年から1996年まで同社で勤務し、インベストメント・バンキング、エクイティ、富裕層向け資産管理部門を担当。1996年にゴールドマン・サックスを退社し、同僚のAndrew Boszhardtと共同でオスカー・キャピタル・マネジメントを設立する。2005年、スカラムーチはグローバル投資会社スカイブリッジ・キャピタルを設立。共同マネージング・パートナーの地位にあったが、2017年初頭にトランプ政権に参加するため、同社を売却すると発表した。

## 生い立ち
1964年1月6日、ニューヨーク州ロングアイランドで、ローマ・カトリックのイタリア系アメリカ人の家庭に、アレクサンダーとマリー・デフェオ・スカラムーチの間の息子として生まれる。ミドルクラスの出身で、祖父のアレッサンドロ・スカラムーチは、イタリアのグアルド・タディーノからアメリカ合衆国に移り住んだ移民、父親は建設作業員であった。スカラムーチには、兄のデヴィッドと姉妹のスーザンがいる。
1982年、ポート・ワシントンのポール・Ｄ・シュライバー高校を卒業。高校時代は生徒会長を務めた。タフツ大学で学士（経済学）、ハーバード・ロー・スクールで法務博士取得。スカラムーチは、ロー・スクールにおける学生生活と教育とが、その後のキャリアの成功へと弾みをつけるきっかけになったとしている。

## 投資銀行におけるキャリア
ロースクール卒業後、スカラムーチはゴールドマン・サックスでキャリアの一歩を踏み出す。同社に所属した1989年から1996年までの間に、インベストメント・バンキング、エクイティ及び富裕層向け資産管理部門で業務を行う。

### オスカー・キャピタル・マネジメント
ゴールドマン・サックス入社後、スカラムーチは一旦解雇されたが、1年以内に再雇用されている。1996年、スカラムーチはゴールドマン・サックスを退社、同僚であったAndrew Boszhardtとともにオスカー・キャピタル・マネジメントを設立する。2001年、オスカー・キャピタルはニューバーガー・バーマンに対して売却されたが、2003年にニューバーガー・バーマンがリーマン・ブラザーズに対して売却されたことを受け、スカラムーチは同社の投資業務部門でマネージング・ディレクターとして職務に当たった。

### スカイブリッジ・キャピタル
2005年、スカラムーチは、グローバルなオルタナティブ投資を業務分野とするスカイブリッジ・キャピタル（以下「スカイブリッジ」）を設立する。2009年、ラスベガスで毎春開催されている投資会議「SALT」（SkyBridge Alternatives）会議を創設し、その議長を務めた。
2011年、ニューヨークの金融部門でアーンスト・アンド・ヤング起業家賞受賞。2016年、『Worth』マガジンによる「パワーランキング100: グローバルファイナンスの世界で最もパワフルな100人」で85位にランクイン。
2014年5月、スカイブリッジは金融ニュースを扱うテレビ番組『ウォール・ストリート・ウィーク』のライセンスを取得。同番組は、ルイス・ルーカイザーがホストを務め、PBSによって放映されていた番組である。スカラムーチは新たなホストを務めることになった。同番組の放映権は、2016年にフォックス放送に移転している。
2017年1月17日、スカイブリッジは、同社の過半数株式を、RONトランスアトランティックEG及び中国共産党と密接な関係を有する中国のコングロマリット、HNAキャピタルのアメリカ子会社に対して売却すると発表した。その発表に伴い、スカラムーチは、スカイブリッジの共同経営者としての地位から退いた。もっとも、2017年7月現在売却手続自体は完了しておらず、同月1月以降もスカラムーチは同社に被用者としてとどまり、給与の支給を受けていたとの報道がなされている。売却についての規制当局の検証手続も未だ進行中であるが、スカラムーチはこの点について、利益相反のリスクを払拭するため、政府倫理局と共同して進めていると述べている。

## 政治的キャリア
過去の大統領選挙戦においては、ヒラリー・クリントンとバラク・オバマを支援していた。2008年には、オバマ大統領のために選挙資金集めを担当。しかし、2010年9月、CNBCタウン・ホール・ミーティングにおいて、スカラムーチはオバマに対し、「いつになったらウォール街をピニャータみたいにぶっ叩くのを止めるつもりなのか」と尋ねている。
社会問題に関し、スカラムーチは長年リベラルな立場からの意見を唱道している。今までに、複数回「厳格な銃規制法にはずっと賛成している」、「共和党は、同性婚を支持すべきだ」といった発言をツイッターを通じて行っている。
2012年の大統領選挙では、ミット・ロムニーのため全国財政共同議長を務めた。
2015年、FOXニュース出演の際、スカラムーチはトランプについて「金目当てで政治を私物化している政治家」（hack politician）で、その屁理屈は「反アメリカ的で、アメリカをひどく、ひどく、分裂させるものだ」と述べ、さらに「いい加減に」「頭おかしい屁理屈ばかりこねるのはやめろ」と警告した。2015年12月には、トランプによるメキシコ・アメリカ間の壁建設の要求について批判し、また「あらゆるイスラム教とすべてのムスリムを、その信条と少数者としての行動に出ていることをもって槍玉に挙げている点で、根本的な誤りを犯している」と述べている。
2016年の大統領選挙に先立ち、スカラムーチは、自身のツイッターに、ヒラリー・クリントンが次期大統領となることを望む旨記載している。同年の大統領選挙では、当初スコット・ウォーカー、次にジェブ・ブッシュを支持。2016年5月、ウォーカーとブッシュが選挙戦から撤退すると、スカラムーチはドナルド・トランプの政治キャンペーンへの支持を表明し、財政委員会入りする。2016年11月、大統領に当選したトランプの政権移行チーム実行委員会メンバーに任命される。

### 公共連絡局長指名
2017年1月12日、スカラムーチは、トランプ大統領の補佐官及びホワイトハウス公共連絡局長に指名される。その後の同月23日、ニューヨーク・マガジン誌に、「ワシントンの人間について分かったことは、とにかく奴らには金がないってことだ。金がない奴らが何をするかというと、自分がどんな地位にあってどんな肩書を持ってるかみたいなことを何やら書き出すんだ。議員って野郎どもはそういうもんだ。あいつらどうしようもないマヌケだよ」と語った。
2017年1月31日、FOXビジネスは「スカラムーチの任命の遅れには、11月における大統領の逆転勝利から程なくして始まったホワイトハウス内で高まる緊張が如実に表れている。様々な側近やアドバイザーらが、大統領の歓心を買い、その権力を保持・拡大しようと試み続けている」と報じた。同月31日のポリティコの報道によれば、アメリカ合衆国政府倫理局がスカラムーチ任命の承認を保留していることを受けて、トランプの首席補佐官ラインス・プリーバスは、スカラムーチに対して「就任を取り下げるよう」求めた。プリーバスは、スカラムーチが保有するスカイブリッジ・キャピタルの持分を理由に、スカラムーチの任命に反対したと報じられている。2月1日、ロイターは、スカラムーチは局長就任について撤回した旨報じた。2017年2月のニューヨーク・マガジンの記事では、プリーバスがスカラムーチの起用に干渉したとの噂は「真実ではない」というプリーバスの発言が引用されている。
2017年3月6日、ホワイトハウスは、スカラムーチではなく、アイディーゲンの設立者で元CEOであるジョージ・シファキスを公共局長に任命した。

### 合衆国輸出入銀行
2017年6月19日付けで、合衆国輸出入銀行のシニア・バイス・プレジデント及び首席戦略役員に指名された。また、経済協力開発機構の大使就任についても検討の俎上に上っていた。

### CNNの撤回と謝罪
2017年6月26日、トーマス・フランク、エリック・リクトブラウ及びレックス・ハリスのキー局調査報道記者3名が、トランプ・ロシア間の話の中で、10億ドルのロシアのインベストメント・ファンドとスカラムーチとの関連についての虚偽の報道を行ったとしてCNNを辞職した。同社はスカラムーチに対して謝罪し、当該報道は同社の編集基準を満たさないものであったと述べた。スカラムーチは、当初の報道は真実ではないとして、その謝罪を受け入れた。

### ホワイトハウス広報部長
2017年7月21日、トランプ政権下でホワイトハウス広報部長に指名された。スカラムーチは、「大統領首席補佐官に対して報告を行っていたショーン・スパイサーとは異なり、大統領に直接報告を行う予定」とホワイトハウスが発表した旨、多数の報道機関によって伝えられた。
スカラムーチ任命の発表後、ホワイトハウス報道官ショーン・スパイサーは、トランプ大統領に対して辞任届を提出。ニューヨーク・タイムズが報じたところによると、「スカラムーチの任命には絶対に反対だ」と忠告した後、辞任した。首席補佐官のラインス・プリーバスもまた、スカラムーチの起用に「激しく反対」していた。
2017年7月26日、スカラムーチは『ザ・ニューヨーカー』のライアン・リザ記者に対して架電した。そして、スカラムーチが出席したトランプとの夕食会に前FOXニュース共同社長ビル・シャインらが同席していたことをリザが報じた点に関し、リザがその情報源を明かさなければ、ホワイトハウス広報部のスタッフすべてを解雇すると脅した。さらに、ポリティコがスカラムーチの財務状況について報じていたことに関し、それが合衆国輸出入銀行から公的に開示された文書に基づくものであったことを知らず、プリーバスを「重罪」を犯した「ちくり屋」と非難、「クソったれの偏執狂的な統合失調症患者、まさにパラノイア」と述べた。さらに、スカラムーチはプリーバスの調子を真似て、「わあ、ビル・シャインがこっちに来るぞ。ネタをばらしてあいつらを邪魔してやれるか見てみるか、スカラムーチを6か月の間邪魔してやったみたいに」などと語り、プリーバスは「じきに辞めるだろう」と述べた。
また、そのインタビューの中で、スカラムーチはFBI及び司法省に連絡し、プリーバスを捜査するよう伝えたと話した。
さらに、スカラムーチ自身はメディアの関心を引くことに興味がないという点に関連して、「俺はスティーブン・バノンとは違う。自分のブツをおしゃぶりしようと必死になるようなヘタレじゃない」と述べた。
インタビューの翌日、スカラムーチは、「私はときどき下品な言葉を使うことがある。今後は自分の活動領域でそういう発言は控える。だが、ドナルド・トランプの政策のために情熱を込めて戦うことはやめない」とツイートした。
スカラムーチがプリーバスをニューヨーカー誌で攻撃した次の日、プリーバスは首席補佐官を辞任した。CNNの取材で、プリーバスは、2017年7月27日に既に辞任していたと述べている。さらにその翌日、ドナルド・トランプは、自身のツイッターで、新たな首席補佐官にジョン・F・ケリーを指名したと発表した。
2017年7月31日、トランプ大統領はスカラムーチを広報部長から解任した。新首席補佐官ジョン・ケリーの要請がその背景にあると見られている。ホワイトハウスの公式発表によると、スカラムーチは、「首席補佐官ジョン・ケリーに対し、白紙の状態から、自身のチームを作る機会を与えるため」これに応じたとされている。職務を開始した7月25日から職を離れた同月31日までの6日間の任期は、レーガン政権下のジャック・ケーラーが持っていた11日間の記録を抜き、広報部長として最短のものである。

## その他の活動
過去、スカラムーチはテレビの金融番組『ウォール・ストリート・ウィーク』のホストを務めたほか、FOXニュースに出演していた。
2010年、映画『ウォール・ストリート』における自身の2度のカメオ出演及びスカイブリッジ・キャピタルのロゴを表示させることの対価として、10万ドルを支払った。
スカラムーチには、以下の3冊の著書がある。
- 『Goodbye Gordon Gekko: How to Find Your Fortune Without Losing Your Soul』（さよならゴードン・ゲッコー：魂を失わずに富を得る方法）[58][59]
- 『The Little Book of Hedge Funds: What You Need to Know About Hedge Funds but the Managers Won't Tell You』（ヘッジファンドの小さな本：マネージャーは教えてくれないヘッジファンドについて知っておくべきこと）[60]
- 『Hopping Over the Rabbit Hole: How Entrepreneurs Turn Failure Into Success』（ウサギ穴を飛び越える：起業家が失敗を成功に変える方法）[61]

スカラムーチは、世界経済フォーラムの会員であるほか、ケネディ・センターの起業基金副議長及びアメリカ合衆国オリンピック・パラリンピック財団役員を務めている。。また、外交問題評議会会員にも名を連ねている。2007年から2012年までの期間、ニューヨーク市の金融サービス・アドバイザリー委員会にもメンバーとして参加していた。

## 私生活
スカラムーチには、最初の妻リサ・ミランダとの間に3人の子供がいる。2人は、23年間の結婚生活の後、2011年に別居。2014年に離婚手続が終了した。
2度目の妻は、スカイブリッジ・キャピタル売却発表まで同社IR部門で勤務していた元社員のデイドラ・ボールである。夫妻は2011年に交際を開始し、2014年初頭に2人の間に子供が誕生。同年7月11日に2人は結婚した。ボールは、2017年7月初め、2人目の子供の妊娠8か月のときにスカラムーチを相手方として離婚の申立てを行った。その後の同月24日、ボールは子供を出産した。